# Vranyczanypalatset
Vranyczanypalatset (kroatiska: Palača Vranyczany) eller Vranyczany-Dobrinović-palatset (Palača Vranyczany-Dobrinović) är ett palats och kulturmärkt byggnad i Zagreb i Kroatien. Palatset uppfördes 1881–1882 i historicistisk stil enligt ritningar av den wienske arkitekten Otto von Hofer och är en av de mest representativa byggnaderna i Zagreb för denna arkitekturstil. Vranyczanypalatset är beläget vid Zrinjevac i Nedre staden och sedan år 1934 är Moderna galleriet inrymt i byggnaden. 

## Historik
Palatset ritades av den wienske arkitekten Otto von Hofer på uppdrag av den lokale baronen Ljudevit Vranyzcany-Dobrinović. von Hofer var kollega till den samtida arkitekten Carl von Hasenauer. Vranyzcany-Dobrinović lät anlita den lokale arkitekten Ferdinand (Ferdo) Kondrat som entreprenör. Palatset var ett av flera som olika medlemmar av den adliga familjen Vranyczany-Dobrinović lät uppföra i Zagreb. Den skulle efter uppförandet komma att ändra ägare, restaureras, till- och ombyggas ett flertal gånger.
Efter att byggnaden stod färdig år 1882 kom den att spela en viktig roll i den dåtida österrikisk-ungerska provinsen Kroatien och Slavoniens politiska, ekonomiska och kulturella liv. I palatset höll baronen mottagningar och bjudningar för dåtidens mest framstående personligheter inom det politiska och kulturella livet.
Från byggnadens balkong betraktade biskopen och politikern Josip Juraj Strossmayer det fyrverkeri som lokala studenter hade organiserat till hans ära för att uppmärksamma det galleri som hade öppnats i hans namn i november år 1884. Det var från denna byggnad som begravningskortegen år 1928 förde politikern Stjepan Radić till sista vilan på  Mirogojkyrkogården. Från år 1934 kom byggnaden att rymma Moderna galleriet för att under en kort period under andra världskriget tjäna som Wehrmachts huvudkvarter i dåvarande Oberoende staten Kroatien. Efter kriget kom Moderna galleriet åter att ta byggnaden i besittning. 
1993–2005 genomgick palatset en omfattande restaurering och byggnaden anpassades då efter Moderna museets behov.  

### Fotnoter
1. 1 2 3 4  Zagrebs stadsinstitut för skydd av kulturminnen och natur Arkiverad 2 april 2015 hämtat från the Wayback Machine. (kroatiska)
2. ↑  Historicism i Zagreb Arkiverad 2 april 2015 hämtat från the Wayback Machine. (kroatiska)
3. 1 2  Fivestars.hr Arkiverad 2 april 2015 hämtat från the Wayback Machine. (engelska)
4. ↑  Moderna galleriet Arkiverad 2 april 2015 hämtat från the Wayback Machine. - Officiell webbplats (engelska)
5. ↑  Moderna galleriet Arkiverad 2 april 2015 hämtat från the Wayback Machine. - Officiell webbplats (kroatiska)